# Cassacco
Cassacco (friuli nyelven Cjassà) település Olaszországban, Friuli-Venezia Giulia régióban, Udine megyében. Lakosainak száma 2772 fő (2023. január 1.). Cassacco Colloredo di Monte Albano, Magnano in Riviera, Tarcento, Treppo Grande és Tricesimo községekkel határos.

## Népesség
A település népességének változása:
| Lakosok száma | 2914 | 2910 | 2772 |
|               | 2017 | 2018 | 2023 |